# Carl Douglas
Carl Douglas (* 10. Mai 1942 in Kingston, Jamaika; als Carlton George Douglas) ist ein jamaikanischer Sänger, der seinen größten Hit 1974 mit Kung Fu Fighting hatte.

## Leben
Carl Douglas wuchs in Kalifornien und Jamaika auf, bevor er nach Großbritannien zog, um das College zu besuchen. Ursprünglich wollte er wie sein Vater Marine-Ingenieur werden. Nach seinem Schulabschluss besuchte er mehrere technische Hochschulen auf Jamaika, in den USA und England und machte einen Abschluss am Londoner Polytechnikum. Douglas arbeitete einige Zeit in seinem erlernten Beruf, bevor er von Freunden überredet wurde, etwas aus seinem Show-Talent zu machen. Er veröffentlichte bereits in den 1960er Jahren einige Songs in England, teilweise als Solokünstler, aber auch mit seiner 1964 gegründeten Band „The Big Stampede“. Am bekanntesten wurde der Titel Crazy Feeling. Zwei Jahre später lebte er in Spanien, wo er die Band „The Explosions“ initiierte. Nach seiner Rückkehr ins Vereinigte Königreich wurde Douglas Sänger der Gruppe „Gonzales“.
1972 arbeitete er mit Biddu, einem bekannten Produzenten der Disco-Ära, am Soundtrack des Richard-Roundtree-Films Ahnungslos (Originaltitel: Embassy). Zwei Jahre danach suchte Biddu einen Sänger für die Larry-Weiss-Komposition I Want to Give You My Everything und konnte Douglas gewinnen. Weil kurzfristig noch eine B-Seite gebraucht wurde, komponierte Carl Douglas schnell eine Melodie zu einigen Texten, die er, inspiriert von der allgemeinen Begeisterung für chinesische Kampfsportarten Mitte der 1970er Jahre in Anlehnung an Bruce Lees Enter the Dragon und David Carradines TV-Serie Kung Fu, verfasst hatte. In nur zehn Minuten war Kung Fu Fighting fertiggestellt und wurde dann, entgegen der ursprünglichen Absicht, auf Drängen der Plattenfirma sogar zur A-Seite.
Zunächst war der Titel nur in den Diskotheken erfolgreich, wurde dann aber auch von den Radiostationen gespielt. Der Song erreichte Platz 1 sowohl in Deutschland und Österreich als auch in den USA und in Großbritannien sowie Platz 2 in der Schweiz. Douglas war damit der erste jamaikanische Künstler, der in den Vereinigten Staaten einen Nummer-eins-Hit hatte. Insgesamt verkaufte sich die Single weltweit über neun Millionen Mal, erhielt einen Ivor Novello Award und löste die Kung-Fu-Welle aus, bei der der Sport und das Tanzen miteinander verbunden wurden.
Schnell legte man mit Kung Fu Fighting and Other Great Love Songs ein Album nach, auf dem sich Up-tempo-Soul-Titel mit Diskomelodien befanden. Obwohl Kung Fu Fighting die gesamte Karriere des Jamaikaners überragt, hatte er mit Dance the Kung Fu (1974) und Run Back (1977) zwei weitere Hits. Andere bekannte Aufnahmen waren 1977 Love Peace and Happiness und 1978 Keep Pleasing Me. Von Kung Fu Fighting gab es 1995 eine Version der Band Brett zusammen mit Carl Douglas und 1998 eine Version der Formation Bus Stop mit dem Jamaikaner, die in die englischen Top 10 kam.
2008 veröffentlichte Douglas eine Sammlung von neuen Liedern unter dem Titel Return of the Fighter. Der Sänger wird von der Hamburger Firma Schacht Musikverlage betreut, die Musik für Filme und Werbung liefert. Er tritt nach wie vor mit seinem Repertoire auf.

## Diskografie

### Alben
| Jahr | Titel           | Höchstplatzierung, Gesamtwochen/‑monate, AuszeichnungChartplatzierungen (Jahr, Titel, Platzierungen, Wochen/Monate, Auszeichnungen, Anmerkungen) | Höchstplatzierung, Gesamtwochen/‑monate, AuszeichnungChartplatzierungen (Jahr, Titel, Platzierungen, Wochen/Monate, Auszeichnungen, Anmerkungen) | Höchstplatzierung, Gesamtwochen/‑monate, AuszeichnungChartplatzierungen (Jahr, Titel, Platzierungen, Wochen/Monate, Auszeichnungen, Anmerkungen) | Höchstplatzierung, Gesamtwochen/‑monate, AuszeichnungChartplatzierungen (Jahr, Titel, Platzierungen, Wochen/Monate, Auszeichnungen, Anmerkungen) | Höchstplatzierung, Gesamtwochen/‑monate, AuszeichnungChartplatzierungen (Jahr, Titel, Platzierungen, Wochen/Monate, Auszeichnungen, Anmerkungen) | Anmerkungen                                                                      |
| Jahr | Titel           | DE | AT | CH | UK | US | Anmerkungen                                                                      |
| ---- | --------------- | --- | --- | --- | --- | --- | -------------------------------------------------------------------------------- |
| 1975 | Kung Fu Fighter | DE10 (4 Mt.)DE | — | — | — | US37 (17 Wo.)US | Erstveröffentlichung: 1974 US-Titel: Kung Fu Fighting and Other Great Love Songs |

grau schraffiert: keine Chartdaten aus diesem Jahr verfügbar
Weitere Alben
- 1977: Love Peace and Happiness
- 1978: Keep Pleasing Me

### Kompilationen
- 1975: Golden Hour of Carl Douglas
- 1980: Star Discothek
- 1989: PRT Collector
- 1992: Kung Fu Fighting
- 1995: The Best of Carl Douglas: Kung Fu Fighting
- 1998: The Soul of the Kung Fu Fighter
- 2008: Return of the Fighter

### Singles
| Jahr | Titel Album                       | Höchstplatzierung, Gesamtwochen/‑monate, AuszeichnungChartplatzierungen (Jahr, Titel, Album, Platzierungen, Wochen/Monate, Auszeichnungen, Anmerkungen) | Höchstplatzierung, Gesamtwochen/‑monate, AuszeichnungChartplatzierungen (Jahr, Titel, Album, Platzierungen, Wochen/Monate, Auszeichnungen, Anmerkungen) | Höchstplatzierung, Gesamtwochen/‑monate, AuszeichnungChartplatzierungen (Jahr, Titel, Album, Platzierungen, Wochen/Monate, Auszeichnungen, Anmerkungen) | Höchstplatzierung, Gesamtwochen/‑monate, AuszeichnungChartplatzierungen (Jahr, Titel, Album, Platzierungen, Wochen/Monate, Auszeichnungen, Anmerkungen) | Höchstplatzierung, Gesamtwochen/‑monate, AuszeichnungChartplatzierungen (Jahr, Titel, Album, Platzierungen, Wochen/Monate, Auszeichnungen, Anmerkungen) | Anmerkungen                                                     |
| Jahr | Titel Album                       | DE | AT | CH | UK | US | Anmerkungen                                                     |
| ---- | --------------------------------- | --- | --- | --- | --- | --- | --------------------------------------------------------------- |
| 1974 | Kung Fu Fighting Kung Fu Fighter  | DE1 (27 Wo.)DE | AT1 (7 Mt.)AT | CH2 (13 Wo.)CH | UK1 Gold · (13 Wo.)UK | US1 Gold · (18 Wo.)US | Erstveröffentlichung: 28. Juni 1974                             |
| 1974 | Dance the Kung Fu Kung Fu Fighter | DE5 (19 Wo.)DE | AT19 (1 Mt.)AT | — | UK35 (5 Wo.)UK | US48 (7 Wo.)US | Erstveröffentlichung: 8. November 1974                          |
| 1977 | Run Back Keep Pleasing Me         | DE45 (3 Wo.)DE | — | — | UK25 (10 Wo.)UK | — | Erstveröffentlichung: 23. September 1977                        |
| 1998 | Kung Fu Fighting Ticket to Ride   | — | — | — | UK8 Silber · (11 Wo.)UK | — | Erstveröffentlichung: 3. Juli 1998 /Bus Stop feat. Carl Douglas |

Weitere Singles
- 1966: Crazy Feeling / Keep It to Myself (mit The Big Stampede)
- 1966: Sell My Soul to the Devil / Good Hard Worker (mit The Big Stampede)
- 1967: Something for Nothing (mit The Big Stampede)
- 1967: Let the Birds Sing (mit The Big Stampede)
- 1972: Somebody Stop This Madness
- 1973: Crazy Feeling
- 1974: Gamblin’ Man / Kung Fu Fighting
- 1974: Blue Eyed Soul
- 1974: Love, Peace and Happiness
- 1974: Ain’t No Use
- 1975: Shanghai’d
- 1975: Girl You’re so Fine
- 1975: Too Hot to Handle
- 1975: I Want to Give You Everything
- 1975: Don’t You Mess with Cupid
- 1975: Kung Fu Fighting (EP)
- 1976: Shanghai
- 1978: Keep On Pleasing Me
- 1979: Choose Between Two Lovers
- 1984: Stir a Little Sweetness
- 1986: Kung Fu Fighting (Grasshopper Mix)
- 1994: Kung Fu Dancing (Fun-Tomas feat. Carl Douglas)
- 1995: Kung Fu Fighting (Brett feat. Carl Douglas)
- 1998: You Ain’t Seen Nothing Yet (London Bus Stop feat. Carl Douglas feat. Randy Bachman)
- 2004: Kung Fu Fighting (Remixes 1)
- 2004: Kung Fu Fighting (Remixes 2)
- 2004: Kung Fu Fighting (Remixes 3) (Dubblestandart vs. Carl Douglas)
- 2004: Kung Fu Fighting Remixes (Dub Drenched Soundscapes) (EP)
- 2007: Charmer (Promo)
- 2011: Lies Will Have Blue Eyes (Promo)

## Auszeichnungen für Musikverkäufe
| Platin-Schallplatte - Neuseeland - 2023: für die Single Kung Fu Fighting |

Anmerkung: Auszeichnungen in Ländern aus den Charttabellen bzw. Chartboxen sind in ebendiesen zu finden.
| Land/RegionAuszeichnungen für Musikverkäufe (Land/Region, Auszeichnungen, Verkäufe, Quellen) | Silber  | Gold     | Platin  | Verkäufe  | Quellen          |
| -------------------------------------------------------------------------------------------- | ------- | -------- | ------- | --------- | ---------------- |
| Neuseeland (RMNZ)                                                                            | —       | —        | Platin1 | 30.000    | radioscope.co.nz |
| Vereinigte Staaten (RIAA)                                                                    | —       | Gold1    | —       | 1.000.000 | riaa.com         |
| Vereinigtes Königreich (BPI)                                                                 | Silber1 | Gold1    | —       | 700.000   | bpi.co.uk        |
| Insgesamt                                                                                    | Silber1 | 2× Gold2 | Platin1 |           |                  |